# Saison 1 de Supergirl
Chronologie
Saison 2
La première saison de Supergirl, série télévisée américaine, est composée de vingt épisodes diffusée du 26 octobre 2015 au 18 avril 2016 sur CBS, aux États-Unis.

## Synopsis
Kara Zor-el est une jeune kryptonienne. Après avoir dérivé pendant 24 ans dans la zone Fantome, elle a atterri sur Terre et a été aussitôt prise en charge par son cousin Kal-El qui l'a confiée aux Danvers, une famille d'accueil. Bien plus tard, Kara travaille comme assistante auprès de Cat Grant — qui est surnommée « La reine des médias » — aux côtés de son ami Winn Schott, technicien informatique, et le célèbre photographe James Olsen, le meilleur ami de Superman. Elle cache ses pouvoirs à tous jusqu’au jour où elle est contrainte de révéler sa nature au public pour empêcher le crash de l'avion dans lequel se trouve sa sœur. Elle devient alors une super-héroïne sous le nom de Supergirl, et décide de travailler avec sa sœur pour le DEO (Department of Extranormal Operations), une agence gouvernementale luttant contre les menaces extraterrestres. Au cours de la saison, Supergirl et le DEO devront retrouver les évadés de la prison kryptonienne de Fort Rozz. Kara découvrira que sa tante Astra et son mari Non font partie des prisonniers et devra les affronter pour sauver l'humanité de leur funeste plan, le Projet Myriad.

## Distribution

### Acteurs principaux
- Melissa Benoist (VF : Zina Khakhoulia) : Kara Danvers / Supergirl
- Calista Flockhart (VF : Natacha Muller) : Catherine « Cat » Grant
- Chyler Leigh (VF : Véronique Desmadryl) : Alexandra « Alex » Danvers
- Mehcad Brooks (VF : Jérôme Rebbot) : Jimmy « James » Olsen
- David Harewood (VF : Paul Borne) : Hank Henshaw / J'onn J'onzz
- Jeremy Jordan (VF : Rémi Caillebot) : Winslow « Winn » Schott Jr.

### Acteurs récurrents
- Peter Facinelli (VF : Bruno Choël) : Maxwell Lord[1] (14 épisodes)
- Jenna Dewan (VF : Laura Blanc) : Major Lucy Lane[2] (14 épisodes)
- Briana Venskus (VF : Léovanie Raud) : Agent Vasquez (11 épisodes)
- Laura Benanti (VF : Marie-Ève Dufresne) : Alura Zor-El, la mère de Kara / Générale Astra, la tante de Kara (8 épisodes)
- Chris Vance (VF : Julien Kramer) : Lieutenant Non, le mari d'Astra [3] (9 épisodes)
- Malina Weissman (VF : Zina Khakhoulia) : Kara Zor-El jeune (6 épisodes)

### Invités
- Faran Tahir (VF : Gilles Morvan) : Le Commandant (épisode 1)
- Dean Cain (VF : Emmanuel Curtil) : Jeremiah Danvers, le père adoptif de Kara (épisodes 1, 4 et 17)
- Helen Slater (VF : Isabelle Gardien) : Eliza Danvers, la mère adoptive de Kara (épisodes 1, 4, 19 et 20)
- Owain Yeoman (VF : Thibaut Belfodil) : Vernon O’Valeron / Vartox (épisode 1)
- Robert Gant (VF : Jérôme Keen) : Zor-El (épisodes 1, 9 et 13)
- Chris Browning (VF : Emmanuel Gradi) : Reactron [4] (épisode 3)
- Brit Morgan (VF : Claire Guyot) : Livewire[5] (épisodes 4 et 18)
- Justice Leak (VF : Franck Monsigny) : Hellgrammite [6] (épisode 2)
- Levi Miller (VF : Enzo Ratsito) : Carter Grant, le fils de Cat Grant[7] (épisode 4)
- Iddo Goldberg (VF : Patrick Mancini) : Dr T. O. Morrow / Red Tornado[8] (épisode 6)
- Glenn Morshower (VF : Thierry Murzeau) : Général Samuel "Sam" Lane[9] (épisodes 6, 9, 19 et 20)
- Henry Czerny (VF : François Dunoyer) : Winslow Schott / Toyman[10] (épisode 10)
- Emma Caulfield : Cameron Chase[11] (épisode 10)
- Blake Jenner (VF : François Santucci) : Adam Foster[12] (épisodes 11 et 12)
- Tawny Cypress (VF : Sophie Riffont) : Miranda Crane[13] (épisodes 11 et 16)
- Sarah Robson : Dr Amelia Hamilton (épisodes 13 et 18)
- Italia Ricci (VF : Stéphanie Hédin) : Siobhan Smythe / Silver Banshee [14] (épisodes 14 à 18)
- Laura Vandervoort (VF : Laura Préjean) : Indigo [15] (épisodes 15, 19 et 20)
- Jeff Branson (VF : Éric Marchal) : Master Jailer[15] (épisode 14)
- Daniel DiMaggio : Kal-El jeune[16] (épisode 13)
- Harriet Sansom Harris (VF : Isabelle Leprince) : Sinead (épisode 18)
- Eve Torres Gracie : Maxima (épisode 19)

### Invité des séries du même univers
- Grant Gustin (VF : Alexandre Gillet) : Barry Allen / Flash[17] (épisode 18)

## Diffusions
- Aux États-Unis, la saison a été diffusée du 26 octobre 2015 au 18 avril 2016 sur le réseau CBS.
- Au Canada, la saison a été diffusée en simultanée sur le réseau Global[18].
- En Belgique, la saison a été diffusée du 17 juillet 2016 au 18 septembre 2016 sur La Deux.
- En France, la saison a été diffusée du 2 novembre 2016 au 28 décembre 2016 sur Série Club, du 10 juillet 2017 au 29 août 2017 sur TF1 puis du 9 janvier 2018 au 10 mars 2018 sur CStar.

## Liste des épisodes

### Épisode 1:Une nouvelle héroïne
- États-Unis /  Canada : 26 octobre 2015 sur CBS[19] / Global[20]
- Belgique : 17 juillet 2016 sur La Deux
- Québec : 29 août 2016[21] à MusiquePlus[22]
- France : 
  - 2 novembre 2016 sur Série Club
  - 10 juillet 2017 sur TF1
  - 9 janvier 2018 sur CStar

- États-Unis : 12,96 millions de téléspectateurs[23] (première diffusion)
- Canada : 2,666 millions de téléspectateurs[24] (première diffusion + différé 7 jours)
- France : 1,48 million de téléspectateurs[25] (à 23h30) (première diffusion sur TF1)

- Laura Benanti (Alura)
- Derek Mio (Hayashi)
- Ben Begley (Tobey)
- Faran Tahir (Le Commandant)
- Owain Yeoman (Vartox)
- Dean Cain (Dr Jeremiah Danvers)
- Helen Slater (Dr Eliza Danvers)
- Malina Weissman (Kara adolescente)
- Jordan Mazarati (Alex adolescente)
- Rick Garcia (Rick Garcia)
- Leyna Nguyen (Leyna Nguyen)
- Robert Gant (Zor-El)
- Paul Stuart (Yale)
- Nick Jaine (Rédacteur)
- Sheila Collins (Passager)
- Chriss Anglin (Pilote)
- Kinna Mcinroe (Serveuse)
- Briana Venskus (Technicienne)
- Julien Yuen (Jeune terrifié)
- Zayne Emory (Rick Malverne)
- Mackenzie Brooke Smith (Étudiante #1)
- Jaidan Jiron (Étudiante #2)
- Tara Macken (Mère)

- Clin d'œil de la production à Dean Cain et Helen Slater en leur offrant le rôle des parents de Kara dans la série puisque respectivement ils ont interprété Superman dans Loïs et Clark et Supergirl dans le film homonyme en plus de son rôle de Lara El dans Smallville.
- Vartox est un super vilain créé par Cary Bates et Curt Swan en 1974, il est l'un des très nombreux ennemis de Superman[26].
- Melissa Benoist (Kara) fait référence à la série Homeland dans laquelle elle a fait une brève apparition, ainsi que David Harewood.

### Épisode 2:Période d'essais
- États-Unis /  Canada : 2 novembre 2015 sur CBS / Global
- Belgique : 17 juillet 2016 sur La Deux
- Québec : 5 septembre 2016 à MusiquePlus
- France : 
  - 2 novembre 2016 sur Série Club
  - 11 juillet 2017 sur TF1
  - 9 janvier 2018 sur CStar

- États-Unis : 8,87 millions de téléspectateurs[27] (première diffusion)
- Canada : 1,736 million de téléspectateurs[28] (première diffusion + différé 7 jours)
- France : 940 000 téléspectateurs[25] (à 00h15) (première diffusion sur TF1)

- Peter Facinelli (Maxwell Lord)
- Laura Benanti (Alura Zor-El / Générale Astra)
- Chris Vance (Non)
- Justice Leak (Hellgrammite)
- Eric Steinberg (Commandant Gor)
- Malina Weissman (Jeune Kara Zor-El)
- Jay Jackson (Présentateur télé)
- Pilar Holland (Présentatrice télé)
- Rich Ceraulo (Agent Hartman)

- Hellgrammite est un super vilain créé par Bob Haney et Neal Adams en 1968. Il a surtout affronté Superman dans les comics. Mais son premier ennemi a été Batman.
- Non est un personnage qui a été créé par Richard Donner pour le film Superman dans les années 1970. D'abord incarné par Jack O'Halloran, il a ensuite été adapté pour les comics par Geoff Johns en 2007.

### Épisode 3:Dans l'ombre de Superman
- États-Unis /  Canada : 9 novembre 2015 sur CBS / Global
- Belgique : 17 juillet 2016 sur La Deux
- Québec : 12 septembre 2016 à MusiquePlus
- France : 
  - 2 novembre 2016 sur Série Club
  - 11 juillet 2017 sur TF1
  - 16 janvier 2018 sur CStar

- États-Unis : 8,07 millions de téléspectateurs[29] (première diffusion)
- Canada : 1,61 million de téléspectateurs[30] (première diffusion + différé 7 jours)
- France : 632 000 téléspectateurs[25] (à 1h10) (première diffusion sur TF1)

- Peter Facinelli (Maxwell Lord)
- Jenna Dewan-Tatum (Major Lucy Lane)
- Chris Browning (Ben Krull / Reactron)
- Jay Jackson (Présentateur du JT)
- Briana Venskus (Agent Vasquez)
- John Churchill (Ingénieur #1)
- Majeed Nami (Ingénieur #1r)
- Pilar Holland (Présentatrice du JT)
- Nischelle Turner (Présentatrice télé)
- Nerlyn Jean (Serveuse)
- Joshua Triplett (Passager)

- Alors que Supergirl affronte Reactron dans une casse automobile et qu'elle est en mauvaise passe, Superman fait un caméo de dos et affronte Reactron puis s'envole. Il est à noter que son visuel est identique au Man of Steel de Zack Snyder. Il s'agit donc ici du Superman cinéma apparaissant dans une série télévisée. Première apparition de Lucy Lane, la sœur cadette de Loïs Lane.
- Reactron a été créé par Paul Kupperberg et Carmine Infantino en 1983. Il est d'abord apparu dans les nouvelles aventures de Supergirl en comics.

### Épisode 4:Hautes tensions
- États-Unis /  Canada : 16 novembre 2015 sur CBS / Global
- Belgique : 24 juillet 2016 sur La Deux
- Québec : 26 septembre 2016 à MusiquePlus
- France : 
  - 9 novembre 2016 sur Série Club
  - 17 juillet 2017 sur TF1
  - 16 janvier 2018 sur CStar

- États-Unis : 7,77 millions de téléspectateurs[31] (première diffusion)
- Canada : 1,376 million de téléspectateurs[32] (première diffusion + différé 7 jours)
- France : 1,05 million de téléspectateurs[33] (à 23h35) (première diffusion sur TF1)

- Jenna Dewan-Tatum (Major Lucy Lane)
- Malina Weissman (Kara jeune)
- Helen Slater (Dr Eliza Danvers)
- Dean Cain (Dr Jeremiah Danvers)
- Jordan Mazarati (Alex jeune)
- Jay Jackson (Présentateur télé)
- Brit Morgan (Leslie Willis / Livewire)
- Michael Mealor (Lycéen de la fraternité)
- Kevin Covais (Lycéen #2)
- Tom Waite (Pilote)

- Cet épisode devait être diffusé le 23 novembre, mais à la suite des attentats du 13 novembre 2015 à Paris, CBS a échangé les dates de diffusion en raison des thèmes abordés dans l'épisode How Does She Do It?[34].
- Livewire a été créée par Evan Dorkin, Sarah Dyer et Bruce Timm en 1996 pour la série animée Superman, l'Ange de Metropolis. Elle a ensuite été introduite dans les comics en 2006 par Gail Simone et John Byrne.
- Dr Jeremiah Danvers est joué par Dean Cain qui a aussi interprété le rôle de Clark Kent/Superman dans la série Loïs et Clark : Les Nouvelles Aventures de Superman.

### Épisode 5:Mais comment fait-elle?
- États-Unis /  Canada : 23 novembre 2015 sur CBS / Global
- Belgique : 24 juillet 2016 sur La Deux
- Québec : 19 septembre 2016 à MusiquePlus
- France : 
  - 2 novembre 2016 sur Série Club
  - 18 juillet 2017 sur TF1
  - 23 janvier 2018 sur CStar

- États-Unis : 7,19 millions de téléspectateurs[35] (première diffusion)
- Canada : 1,351 million de téléspectateurs[36] (première diffusion + différé 7 jours)
- France : 706 000 téléspectateurs[37] (à 0h25) (première diffusion sur TF1)

- Peter Facinelli (Maxwell Lord)
- Jenna Dewan-Tatum (Major Lucy Lane)
- Briana Venskus (Agent Vasquez)
- Rich Ceraulo (Agent Hartmann)
- Levi Miller (Carter Grant)
- Scott Michael Campbell (Ethan Knox)
- Tristin Mays (Paulina)
- Carly Nykanen (Editeur)
- Jay Jackson (Présentateur télé)
- Stephanie Czajkowski (Garde de sécurité)
- Renee Pezzotta (Professeur)

- Cet épisode devait être diffusé le 16 novembre, mais à la suite des attentats du 13 novembre 2015 à Paris, CBS a échangé les dates de diffusion en raison des thèmes abordés dans cet épisode[34].
- Pas de super vilains dans cet épisode mais un criminel tout ce qu'il y a d'humain.

### Épisode 6:Plus loin, plus proche
- États-Unis /  Canada : 30 novembre 2015 sur CBS / Global
- Belgique : 24 juillet 2016 sur La Deux
- Québec : 3 octobre 2016 à MusiquePlus
- France : 
  - 9 novembre 2016 sur Série Club
  - 18 juillet 2017 sur TF1
  - 23 janvier 2018 sur CStar

- États-Unis : 8,02 millions de téléspectateurs[38] (première diffusion)
- Canada : 1,46 million de téléspectateurs[39] (première diffusion + différé 7 jours)
- France : 422 000 téléspectateurs[37] (à 1h15) (première diffusion sur TF1)

- Peter Facinelli (Maxwell Lord)
- Jenna Dewan-Tatum (Major Lucy Lane)
- Briana Venskus (Agent Vasquez)
- Iddo Goldberg (Dr T.O. Morrow / Red Tornado)
- Glenn Morshower (Général Samuel Lane)
- Luke Macfarlane (Agent Donovan)
- Joan Juliet Buck (Katherine Grant)

- Apparition du père de Loïs et Lucy, le général Sam Lane ainsi que la mère de Cat Grant, Katherine Grant.
- Red Tornado est un super héros créé par Gardner Fox et Dick Dillin en 1968. Il a fait de nombreuses autres apparitions dans les séries animées La Ligue des justiciers, Batman : L'Alliance des héros et dans La Ligue des justiciers : Nouvelle Génération.

### Épisode 7:Humain une journée
- États-Unis /  Canada : 7 décembre 2015 sur CBS / Global
- Belgique : 31 juillet 2016 sur La Deux
- Québec : 10 octobre 2016 à MusiquePlus
- France : 
  - 16 novembre 2016 sur Série Club
  - 24 juillet 2017 sur TF1
  - 30 janvier 2018 sur CStar

- États-Unis : 7,67 millions de téléspectateurs[40] (première diffusion)
- Canada : 1,607 million de téléspectateurs[41] (première diffusion + différé 7 jours)
- France : 1,18 million de téléspectateurs [42] (à 23h35) (première diffusion sur TF1)

- Laura Benanti (Alura / Générale Astra)
- Peter Facinelli (Maxwell Lord)
- Luke Macfarlane (Agent Donovan)
- Charles Halford (Jemm)
- Ashton Bingham (Chef technicien)
- David Lim (Agent Tsung)
- Ayo Sorrells (Agent Reynolds)
- Stephanie Arcila (Femme)
- Zhuair Haddad (Propriétaire du magasin)
- Casey Strand (Reporter)
- Bryan Lugo (Pillard)

- Jemm est un super héros créé par Greg Potter et Gene Colan en 1984. D'origine extra-terrestre, il a les mêmes pouvoirs que Martian Manhunter, l'un des membres de la Ligue des justiciers, dont il est cousin.
- Henshaw révèle sa véritable identité : il est J'onn J'onzz alias Martian Manhunter. Ce personnage est apparu dans les comics en 1955, il a été créé par Joseph Samachson et Joe Certa.

### Épisode 8:L'Importance des secrets
- États-Unis /  Canada : 14 décembre 2015 sur CBS / Global
- Belgique : 31 juillet 2016 sur La Deux
- Québec : 17 octobre 2016 à MusiquePlus
- France : 
  - 15 novembre 2016 sur Série Club
  - 24 juillet 2017 sur TF1
  - 30 janvier 2018 sur CStar

- États-Unis : 7,28 millions de téléspectateurs[43] (première diffusion)
- Canada : 1,537 million de téléspectateurs[44] (première diffusion + différé 7 jours)
- France : 797 000 téléspectateurs[42](à 0h25) (première diffusion sur TF1)

- Peter Facinelli (Maxwell Lord)
- Jenna Dewan-Tatum (Major Lucy Lane)
- Malina Weissman (Kara jeune)
- Laura Benanti (Alura / Général Astra)
- Eric Steinberg (Commandant Gor)
- Tristin Mays (Paulina)
- Jeannine Cota (Présentateur KNOC)
- Aaron Lustig (Avocat #1)
- Rene Ashton (Avocat #2)
- Chris Vance (Lieutenant Non)
- Dar Dixon (Membre du conseil)
- Caseyu Strand (Reporter)
- Bryan Lugo (Pillard)

### Épisode 9:L'Instant de vérité
- États-Unis /  Canada : 4 janvier 2016 sur CBS / Global
- Belgique : 31 juillet 2016 sur La Deux
- Québec : 24 octobre 2016 à MusiquePlus
- France : 
  - 23 novembre 2016 sur Série Club
  - 24 juillet 2017 sur TF1
  - 6 février 2018 sur CStar

- États-Unis : 8,75 millions de téléspectateurs[45] (première diffusion)
- Canada : 1,716 million de téléspectateurs[46] (première diffusion + différé 7 jours)
- France : 523 000 téléspectateurs[42](à 1h15) (première diffusion sur TF1)

- Peter Facinelli (Maxwell Lord)
- Glenn Morshower (Général Samuel Lane)
- Laura Benanti (Alura / Générale Astra)
- Chris Vance (Lieutenant Non)
- Robert Gant (Zor-El)
- Briana Venskus (Agent Vasquez)
- Christopher Showerman (Tor)
- Rey Hernandez (Commandant)
- Ric Sarabia (Soldat alien)
- Michael Albala (Scientifique)
- Hope Lauren (Femme dans le coma)

- Cet épisode est la suite directe du précédent épisode avec l'attaque des kryptoniens.

### Épisode 10:Héritage explosif
- États-Unis /  Canada : 18 janvier 2016 sur CBS / Global
- Belgique : 28 août 2016 sur La Deux
- Québec : 31 octobre 2016 à MusiquePlus
- France :
  - 23 novembre 2016 sur Série Club
  - 31 juillet 2017 sur TF1
  - 6 février 2018 sur CStar

- États-Unis : 8,77 millions de téléspectateurs[47] (première diffusion)
- Canada : 1,686 million de téléspectateurs[48] (première diffusion + différé 7 jours)
- France : 1,14 million de téléspectateurs(à 23h35) (première diffusion sur TF1)

- Peter Facinelli (Maxwell Lord)
- Jenna Dewan-Tatum (Major Lucy Lane)
- Henry Czerny (Winslow Schott Senior / Toyman)
- Tristin Mays (Paulina)
- Chris Jai Alex (Garde #1)
- David Salsa (Garde #2)
- Isaac Keys (Garde #3)
- Bruno Amato (Vigile)
- Kavita Patil (Médecin)
- Scott Alan Smith (Chester Dunholtz)
- Emma Caulfield (Agent Saffron Bell)
- Hope Lauren (Femme dans le coma)

- Toyman est un super vilain qui a été créé par Don Cameron et Ed Dobrotka en 1943. Il a surtout été un grand ennemi de Superman dans les comics. À l'écran, il est surtout apparu dans les séries Loïs et Clark : Les Nouvelles Aventures de Superman et Smallville joués respectivement par Sherman Hemsley et Chris Gauthier.

### Épisode 11:Les Visiteurs
- États-Unis /  Canada : 25 janvier 2016 sur CBS / Global
- Belgique : 28 août 2016 sur La Deux
- Québec : 7 novembre 2016 à MusiquePlus
- France : 
  - 30 novembre 2016 sur Série Club
  - 1er août 2017 sur TF1
  - 13 février 2018 sur CStar

- États-Unis : 7,9 millions de téléspectateurs[49] (première diffusion)
- Canada : 1,38 million de téléspectateurs[50] (première diffusion + différé 7 jours)

- Jenna Dewan-Tatum (Major Lucy Lane)
- Tawny Cypress (Senatrice Miranda Crane)
- Blake Jenner (Adam)
- Frank Maharajh (Officier de police)
- Rebekeh Salgado (Mère de famille)
- Rudy Marquez (Père de famille)
- Juan Martinez (Fils)
- Jasmine Alveran (Fille)

- Les Martiens blancs sont une création de Grant Morrison et Howard Porter.

### Épisode 12:Une place pour deux
- États-Unis /  Canada : 1er février 2016 sur CBS / Global
- Belgique : 28 août 2016 sur La Deux
- Québec : 14 novembre 2016 à MusiquePlus
- France : 
  - 30 novembre 2016 sur Série Club
  - 7 août 2017 sur TF1
  - 13 février 2018 sur CStar

- États-Unis : 6,68 millions de téléspectateurs[51] (première diffusion)
- Canada : 1,446 million de téléspectateurs[52] (première diffusion + différé 7 jours)

- Peter Facinelli (Maxwell Lord)
- Blake Jenner (Adam)
- Hope Lauren (Bizarro Girl)
- Michael Albala (Médecin)
- Carly Nykanen (Employée)
- Nick Jaine (Employé)
- Kent Shocknek (Présentateur du JT)

- Bizarro Girl est un personnage créé par Sterling Gates en 2010.

### Épisode 13:Un monde parfait
- États-Unis /  Canada : 8 février 2016 sur CBS / Global
- Belgique : 4 septembre 2016 sur La Deux
- Québec : 21 novembre 2016 à MusiquePlus
- France : 
  - 7 décembre 2016 sur Série Club
  - 7 août 2017 sur TF1
  - 20 février 2018 sur CStar

- États-Unis : 7,92 millions de téléspectateurs[53] (première diffusion)
- Canada : 1,353 million de téléspectateurs[54] (première diffusion + différé 7 jours)
- France : 717 000 téléspectateurs[55] (première diffusion sur TF1)

- Peter Facinelli (Maxwell Lord)
- Laura Benanti (Alura / Générale Astra)
- Chris Vance (Lieutenant Non)
- Robert Gant (Zor-El)
- Briana Venskus (Agent Vasquez)
- Christopher Showerman (Tor)
- Daniel DiMaggio (Kal-El)
- Sarah Robson (Dr Amelia Hamilton)
- Onrico Nightingale (Garde)

- La plante Black Mercy est une création datant de 1985 d'Alan Moore et Dave Gibbons[56]. Elle a aussi fait l'objet d'une apparition dans la série animée La Ligue des justiciers.
- Le jeune Superman apparaît sous les traits de Daniel DiMaggio dans le rêve de Kara.

### Épisode 14:La Rivale
- États-Unis /  Canada : 22 février 2016 sur CBS / Global
- Belgique : 4 septembre 2016 sur La Deux
- Québec : 28 novembre 2016 à MusiquePlus
- France : 
  - 7 décembre 2016 sur Série Club
  - 14 août 2017 sur TF1
  - 20 février 2018 sur CStar

- États-Unis : 7,25 millions de téléspectateurs[57] (première diffusion)
- Canada : 1,262 million de téléspectateurs[58] (première diffusion + différé 7 jours)

- Peter Facinelli (Maxwell Lord)
- Laura Benanti (Alura / Générale Astra)
- Chris Vance (Lieutenant Non)
- Jenna Dewan-Tatum (Major Lucy Lane)
- Briana Venskus (Agent Vasquez)
- Italia Ricci (Siobhan Smythe)
- Jeff Branson (Carl Draper / Master Jailer)
- Todd Sherry (Professeur Luzano)
- Blake Berris (Gabriel Phillips)
- Jacqueline Grace Lopez (Brooke)
- Ray Campbell (Jim Warren)

- Master Jailer est un super vilain créé par Martin Pasko et Curt Swan en 1979.
- Le nom de la seconde assistante de Cat est mal prononcé en version française. Il est prononcé Si-o-ban, alors qu'en VO il est prononcé correctement, shivônn.

### Épisode 15:Moments de solitude
- États-Unis /  Canada : 29 février 2016 sur CBS / Global
- Belgique : 4 septembre 2016 sur La Deux
- Québec : 5 décembre 2016 à MusiquePlus
- France : 
  - 14 décembre 2016 sur Série Club
  - 14 août 2017 sur TF1
  - 27 février 2018 sur CStar

- États-Unis : 6,69 millions de téléspectateurs[59] (première diffusion)
- Canada : 1,437 million de téléspectateurs[60] (première diffusion + différé 7 jours)

- Jenna Dewan-Tatum (Major Lucy Lane)
- Chris Vance (Non)
- Italia Ricci (Siobhan Smythe)
- Briana Venskus (Agent Vasquez)
- Jay Jackson (Présentateur des infos)
- Laura Vandervoort (Indigo)
- Patrick O'Connell (Général Mathers)
- Kelly Chavers (Petite amie)
- Ruben Vernier (Petit ami)
- Sebastian Velmont (Garde du silo #1)
- Nick Jaine (Homme #1)
- Carly Nykanen (Femme)
- Michael Hanson (Homme #2)

- Indigo a été créée par Judd Winick et Alé Garza en 2003.
- Laura Vandervoort a joué Supergirl dans la série Smallville
- Dans l'épisode, Indigo est identifié comme étant du clan Brainiac. Dans l'univers de DC Comics, Brainiac, créé par Otto Binder et Al Plastino en 1958, est - avec Lex Luthor - l'un des ennemis jurés de Superman.

### Épisode 16:Super Méchante
- États-Unis /  Canada : 14 mars 2016 sur CBS / Global
- Belgique : 11 septembre 2016 sur La Deux
- Québec : 12 décembre 2016 à MusiquePlus
- France : 
  - 14 décembre 2016 sur Série Club
  - 21 août 2017 sur TF1
  - 27 février 2018 sur CStar

- États-Unis : 6,53 millions de téléspectateurs[61] (première diffusion)
- Canada : 1,351 million de téléspectateurs[62] (première diffusion + différé 7 jours)

- Jenna Dewan-Tatum (Major Lucy Lane)
- Peter Facinelli (Maxwell Lord)
- Italia Ricci (Siobhan Smythe)
- Briana Venskus (Agent Vasquez)
- Tawny Cypress (Sénatrice Miranda Crane)
- Aisha Tyler (Elle-même)
- Julie Chen (Elle-même)
- Sara Gilbert (Elle-même)
- Sharon Osbourne (Elle-même)
- Sheryl Underwood (Elle-même)
- Kitana Turnbull (Fille costumée)
- Kylierae Condon (Fille méchante)
- Dan Warner (Capitaine des pompiers)
- Gary Kasper (K'Hund)

- La scène où Supergirl pulvérise des bouteilles d'alcool avec des cacahuètes est un clin d'œil au film Superman 3.

### Épisode 17:La Véritable Histoire de J'onn J'onzz
- États-Unis /  Canada : 21 mars 2016 sur CBS / Global
- Belgique : 11 septembre 2016 sur La Deux
- France : 
  - 21 décembre 2016 sur Série Club
  - 22 août 2017 sur TF1
  - 3 mars 2018 sur CStar
- Québec : 9 janvier 2017 sur MusiquePlus

- États-Unis : 6 millions de téléspectateurs[63] (première diffusion)
- Canada : 1,399 million de téléspectateurs[64] (première diffusion + différé 7 jours)

- Jenna Dewan-Tatum (Major Lucy Lane)
- Dean Cain (Dr Jeremiah Danvers)
- Italia Ricci (Siobhan Smythe)
- Briana Venskus (Agent Vasquez)
- Jay Jackson (Présentateur des nouvelles)
- Malina Weissman (Kara jeune)
- Jordan Mazarati (Alex jeune)
- Eddie McClintock (Colonel James Harper)
- Daniel Josev (Agent du DEO)
- Vincent Giovanni (Officier de police)
- Maisie Klompus (Assistante de Cat)
- Angela Martinez (Reporter sur le terrain)
- Zayne Emory (Rick Malverne)
- Mackenzie Brooke Smith (Étudiante #1)
- Jaiden Jiron (Étudiante #2)

- Le personnage du Colonel James Harper est dans les comics DC Le Gardien, un super héros créé par Jack Kirby et Joe Simon en 1971. Il a de fortes similitudes avec Captain America.
- Cet épisode réalise la moins bonne audience de la saison.

### Épisode 18:À deux c'est mieux
- États-Unis /  Canada : 28 mars 2016 sur CBS[17] / Global
- Belgique : 18 septembre 2016 sur La Deux
- France : 
  - 21 décembre 2016 sur Série Club
  - 28 août 2017 sur TF1
  - 3 mars 2018 sur CStar
- Québec : 16 janvier 2017 sur MusiquePlus

- États-Unis : 7,17 millions de téléspectateurs[65] (première diffusion)
- Canada : 1,558 million de téléspectateurs[66] (première diffusion + différé 7 jours)

- Grant Gustin (The Flash / Barry Allen)
- Jenna Dewan-Tatum (Major Lucy Lane)
- Chris Vance (Général Non)
- Italia Ricci (Siobhan Smythe / Silver Banshee)
- Brit Morgan (Leslie Willis / Livewire)
- Christopher Showerman (Tor)
- Jay Jackson (Présentateur des nouvelles)
- Dan Warner (Capitaine des pompiers)
- Jamie Kaler (Expert #1)
- Samantha Harris (Expert #2)
- Zarek King (Jeune garçon)
- Sarah Robson (Dr Amelia Hamilton)
- Harriet Sansom Harris (Sinead)
- Dawn Greenidge (Piétonne)

Siobhan découvre les pouvoirs de son cri, qui ne sont pas d'origine alien mais viennent d'une malédiction familiale : elle est possédée par une banshee. Quand elle tente de s'en prendre à Kara et la fait tomber du haut de l'immeuble de CatCo, un méta-humain surgit pour sauver cette dernière. C'est Barry Allen, venu de Terre-I malgré lui alors qu'il essayait d'augmenter sa vitesse phénoménale. L'arrivée de Flash à National City fait la une et Siobhan enrage de voir que Kara a un nouveau protecteur. Elle va donc libérer Livewire, ce qui leur permettrait de s'unir pour contrer les deux héros. Barry et Kara sympathisent très vite, au grand dam de Jimmy, mais quand ils tentent de les affronter sans plan, ils doivent battre en retraite.
- Silver Banshee est une super vilaine créé en 1987 par John Byrne. Elle a déjà fait l'objet d'une apparition dans l'épisode 15 de la saison 9 de Smallville sous les traits de l'actrice Odessa Rae[67]. Le personnage est aussi apparu dans les séries La Ligue des justiciers ainsi que les longs métrages animés Superman/Batman : Ennemis publics et Batman Unlimited : Monstrueuse pagaille.

### Épisode 19:Alliance de la dernière chance
- États-Unis /  Canada : 11 avril 2016 sur CBS / Global
- Belgique : 18 septembre 2016 sur La Deux
- France : 
  - 28 décembre 2016 sur Série Club
  - 29 août 2017 sur TF1
  - 10 mars 2018 sur CStar
- Québec : 23 janvier 2017 sur MusiquePlus

- États-Unis : 6,118 millions de téléspectateurs[68] (première diffusion)
- Canada : 1,388 million de téléspectateurs[69] (première diffusion + différé 7 jours)

- Chris Vance (Général Non)
- Laura Benanti (Alura Zor-El / Générale Astra)
- Jenna Dewan-Tatum (Major Lucy Lane)
- Peter Facinelli (Maxwell Lord)
- Glenn Morshower (Général Samuel Lane)
- Eve Torres Gracie (Maxima)
- Helen Slater (Eliza Danvers)
- Carly Nykanen (Kelly)
- Laura Vandervoort (Indigo)
- Briana Venskus (Agent Vasquez)

- Apparition de Maxima, l'une des super vilaines ennemies de Superman, créée en 1989 par Roger Stern et George Perez en 1989.

### Épisode 20:Condamnée à l'exploit
- États-Unis /  Canada : 18 avril 2016 sur CBS[70] / Global
- Belgique : 18 septembre 2016 sur La Deux
- France : 
  - 28 décembre 2016 sur Série Club
  - 29 août 2017 sur TF1
  - 10 mars 2018 sur CStar
- Québec : 30 janvier 2017 sur MusiquePlus

- États-Unis : 6,11 millions de téléspectateurs[71] (première diffusion)
- Canada : 1,396 million de téléspectateurs[72] (première diffusion + différé 7 jours)

- Jenna Dewan-Tatum (Major Lucy Lane)
- Peter Facinelli (Maxwell Lord)
- Glenn Morshower (Général Samuel Lane)
- Helen Slater (Docteur Eliza Danvers)
- Chris Vance (Général Non)
- Laura Vandervoort (Indigo)
- Malina Weissman (Kara jeune)
- Briana Venskus (Agent Vasquez)

Kara est forcée d'affronter Alex qui est sous influence de Myriad. L'agent du DEO a le dessus grâce à la kryptonite, jusqu'à ce qu'Eliza Danvers, protégée par J'onn, lui rappelle sa véritable nature pour résister à l’influence de la machine kryptonienne. Supergirl découvre dès lors la solution pour lutter contre Myriad : l'espoir, qu'elle insuffle à National City par un signal hertzien. Myriad est un échec pour Non, mais Indigo pense qu'il a simplement visé trop petit et que l'arme doit être utilisée non plus pour convertir l'humanité, mais pour l'éradiquer. Le DEO n'a d'autre choix que de laisser Supergirl et J'onn J'onzz intervenir pour infiltrer Fort Rozz, la source du pouvoir de Myriad. Ce qui semble être une mission suicide incite Kara à faire ses adieux à ses proches avant de partir affronter Non et Indigo. J'onn parvient à tuer Indigo en la coupant en deux et Kara réussit au terme d'un terrible combat à prendre le dessus et à tuer Non. Mais Myriad ne peut être interrompue et Supergirl n'a d'autre choix que d'arracher la forteresse du sol pour l’envoyer dans l’espace. Épuisée, elle se laisse partir dans le vide où elle est récupérée par Alex.